# Gönnheim
Gönnheim ist eine Ortsgemeinde im Landkreis Bad Dürkheim in Rheinland-Pfalz. Sie gehört der Verbandsgemeinde Wachenheim an der Weinstraße an.

## Geographie
Der Weinbauort liegt zwischen Haardtgebirge und Rhein unweit der Deutschen Weinstraße. Nachbarorte sind Friedelsheim, Ellerstadt und Rödersheim-Gronau. Das milde Klima ermöglicht den Anbau südländischer Pflanzen; die Gemeinde ist vom Wein-, Acker- und Obstbau geprägt. Die Weinlagen sind Klostergarten (42,6 ha), Mandelgarten (80,5 ha), Martinshöhe (56,8 ha) und Sonnenberg (113,2 ha). Alle Weinlagen gehöhen zur Großlage Deidesheimer Hofstück.

## Geschichte
Im Rahmen von Baumaßnahmen wurde 2001 ein Gräberfeld aus römischer Zeit entdeckt und in den Folgejahren teilweise ausgegraben. Die 132 dokumentierten Gräber stammen größtenteils aus der Zeit vom frühen 3. Jahrhundert bis ins mittlere 5. Jahrhundert.
771 wurde Gönnheim als Ginnenheim erstmals urkundlich erwähnt. Während der Zeit der Stammesherzogtümer gehörte der Ort zum Herzogtum Franken. Im Jahr 1592 betrug die Einwohnerzahl 184.

## Politik

### Gemeinderat
Der Gemeinderat in Gönnheim besteht aus 16 Ratsmitgliedern, die bei der Kommunalwahl am 9. Juni 2024 in einer personalisierten Verhältniswahl gewählt wurden, und dem ehrenamtlichen Ortsbürgermeister als Vorsitzendem.
Die Sitzverteilung im Gemeinderat:
| Wahl | SPD | CDU | FWG | GL | Gesamt   |
| ---- | --- | --- | --- | -- | -------- |
| 2024 | 2   | –   | 10  | 4  | 16 Sitze |
| 2019 | 3   | 2   | 7   | 4  | 16 Sitze |
| 2014 | 5   | 2   | 6   | 3  | 16 Sitze |
| 2009 | 5   | 2   | 6   | 3  | 16 Sitze |

- FWG = Freie Wählergemeinschaft Gönnheim e. V.
- GL = Wählergemeinschaft Gönnheimer Liste e. V.

### Bürgermeister
Bürgermeister ist Wolfram Meinhardt (FWG); auf ihn entfielen bei der Direktwahl am 26. Mai 2019 81,3 % der Stimmen und bei der Direktwahl am 9. Juni 2024 ein Stimmenanteil von 84,1 %.

### Wappen
| Wappen von Gönnheim | Blasonierung: „In Silber auf grünem Boden der heilige Martin in blauem Harnisch auf einem nach links schreitenden goldbezäumten und -behuftem Schimmel reitend, seinen roten Mantel durch ein silbernes Schwert mit einem am Boden sitzenden Bettler mit goldenem Lendenschurz teilend.“ |
| Wappen von Gönnheim | Am 15. Mai 1845 genehmigte König Ludwig I. von Bayern offiziell das Wappen. |

### Gemeindepartnerschaft
Partnergemeinde von Gönnheim ist Marktl in Oberbayern.

## Regelmäßige Veranstaltungen
- Am ersten Wochenende im Juli finden die Wein- und Kulturtage statt. Seit 2016 findet samstags und sonntags das WineStreetArt[13] Festival statt.
- Am letzten Wochenende im August findet die Martinskerwe statt.

## Verkehr
Durch die Rhein-Haardtbahn (Mannheim – Bad Dürkheim), eine Schmalspurbahn, ist Gönnheim an den Schienenverkehr angebunden.

## Persönlichkeiten
- Diane Blaul (* 25. Juli 1973), Pfälzische Weinkönigin 1990/91
- Hildegard Weber, Pfälzische Weinkönigin 1980/81 und Deutsche Weinkönigin 1981/82
- Hermann Wilker (1874–1941), Olympiasieger im Rudern, verbrachte seine Kindheit in Gönnheim
- Charlotte Weihl, Pfälzische Weinkönigin 2023/24 und Deutsche Weinkönigin 2024/25